# Joan Miquel Perpinyà Barceló
Joan Miquel Perpinyà Barceló (Palma, 24 de desembre de 1973) és un exguàrdia civil mallorquí. Des d'octubre de 2006 i fins a l'abril de 2008 va ser secretari general de la Associació Unificada de Guàrdies Civils (AUGC), una associació professional de guàrdies civils que l'agost del 2011 comptava amb més de 31.000 afiliats.

## Guàrdia Civil
Al setembre de 1992 va ingressar a la Guàrdia Civil, obtenint la seva primera destinació al servei rural, lloc de Pont d'Inca (Mallorca). Més tard, el maig del 1995, es va especialitzar en atestats i investigació d'accidents. Va passar al setembre de 1995 al Subsector de Trànsit de Balears.
Es va afiliar a l'Associació Unificada de Guàrdies Civils (AUGC) l'octubre de 1998 integrant-se a la Junta Directiva de la Delegació provincial de Balears el març de 2000, fent la seva feina com a vocal d'assumptes jurídics. L'any 2001 va ser nomenat Secretari de la Delegació. Va resultar vocal electe del Consell Assessor de Personal de la Guàrdia Civil el juliol de 2002, càrrec que va exercir fins a juliol de 2004, data en què va presentar la seva renúncia juntament amb 30 vocals més. Dins del Consell Assessor va participar en el Grup de Treball per a l'estudi i la valoració de conductes suïcides, encarregat d'elaborar un pla de prevenció que contribueixi a reduir la xifra de conductes autolítiques al Cos. El juliol del 2003 va ser designat portaveu d'AUGC.
El 2002 fou el primer guàrdia Civil a declarar-se obertament homosexual a la revista gai Zero.
El gener de 2007 va encapçalar una manifestació de guàrdies civils d'uniforme per reclamar la desmilitarització del cos. Per aquest acte va ser sancionat amb suspensió de funcions i sou durant un any i pèrdua del seu destí a Palma. El març de 2011 la Sala de Justícia del Tribunal Militar central va estimar el seu recurs i va reduir la sanció a falta greu i de 12 mesos de suspensió ho va deixar en 3 mesos.
Des de maig de 2010 presideix l'associació d'àmbit autonòmic 'Democràcia i Justícia'.

## Mitjans de comunicació
Va ser director de Periódico d'Eivissa i Formentera, capçalera impresa del Grup Prensa Pitiusa, el 2018 i el 2019. També va dirigir el digital ibizadiario.com i anteriorment va ser director de mitjans de Grup 4 - Canal 4 TV. També ha treballat al gabinet de comunicació d'AgènciaCom.
Al juliol de 2023 va ser nomenat redactor en cap de Mallorca Diario, 4 mesos després d'haver arribat de redactor al mitjà.
Des de l'11 de setembre de 2024 presenta el programa setmanal "Fil per Randa" a Canal 4 TV.
Col·laborà regularment al programa de televisió "Bon dia Balears" a IB3 i al programa "Tot 4" de Canal 4 Business. També participà en els programes de ràdio "Al dia" i "Redacció nit" d'IB3 Ràdio i "Protagonistas Mallorca" de Última Hora Punto Radio. També escriu regularment al diari La Gaceta de la Iberosfera (edició Balears) i de forma esporàdica als diaris Última Hora, Diario de Mallorca, Diari Balears i a la web www.ultimahorapuntoradio.com.